# 河野順吉
河野 順吉（かわの じゅんきち、1938年3月30日 - ）は、日本の政治家。元北海道深川市長（4期）。

## 来歴
北海道雨竜郡深川町（現・深川市）出身。北海道一已農業高等学校（のち北海道深川農業高等学校、現・北海道深川東高等学校）卒。1967年、深川市議会議員に初当選し、7期連続当選し、この間に副議長も務めた。1994年に深川市長選挙に立候補し当選し、4期務める。この間、北海道市長会副会長、北海道高速道路建設促進期成会副会長、道央圏地域整備展開構想推進協議会会長、（財）北海道地域活動振興協会理事長を歴任した。2006年、4回目の当選直後、深川官製談合事件が起こり、収賄罪で逮捕され、市長を辞職、加重収賄罪に問われた。2007年、旭川地方裁判所から懲役2年6月、追徴金100万円、執行猶予4年の有罪判決を言い渡された。